# Air One
Air One S.p.A. var et lavprisflyselskab fra Italien, ejet af Alitalia. Selskabet fløjr til en række italienske destinationer samt til større europæiske byer.
Selskabet blev etableret i 1983 under navnet Aliadriatica. I 2014 blev det opløst.